# مهدي بن حفص
أبو أحمد مهدي بن حفص البغدادي، (تُوفي 223 هـ) محدث، عاش في بغداد، وهو من الثقات.

## روايته للحديث
- حدث عن: أبي الأحوص سلام بن سليم، وحماد بن زيد، والقاسم بن عبد الله العمري، وإسماعيل بن عياش، وعيسى بن يونس، وَمُحَمَّد بن ربيعة، وخلف بن خليفة، وإسحاق الأزرق.
- روى عنه : العباس بن أبي طالب، وعباس بن مُحَمَّد الدوري، وَمُحَمَّد بن الفضل بن جابر السقطي، وَمُحَمَّد بن سليمان بن سهل بن زريق، وإِبْرَاهِيم الحربي، وَأَبُو بَكْر بْن أَبِي الدنيا.
- الجرح والتعديل: قال أبو حاتم بن حبان البستي: شيخ كان ببغداد. قال ابن حجر العسقلاني: مقبول. قال الخطيب البغدادي: ثقة. قال الذهبي: ثقة. قال مسلمة بن القاسم الأندلسي: ثقة. قال مصنفوا تحرير تقريب التهذيب: ثقة، فقد روى عنه جمع من الثقات، منهم أبو داود.[2]